# Rússia de Kiev
A Rússia de Kiev, Rus de Kiev, Rússia Kievana (em latim: Russia Kioviensis; em ucraniano: Київська Русь; romaniz.: Kyjiwśka Ruś; em russo: Киевска Русь; Kijevskaja Ruś), também conhecida como Estado de Kiev (em ucraniano: Київська Держава) e Antiga Rus (em russo: Древняя Русь), foi o primeiro estado eslavo oriental e, posteriormente, uma união de principados localizada no leste da Europa, existindo entre o final do século IX e meados do século XIII. Essa entidade política era composta por diversos povos e territórios, incluindo eslavos orientais, nórdicos e fino-úgricos. Foi governada pela dinastia Rurique, fundada pelo príncipe varegue Rurique. O termo "Rússia de Kiev" foi cunhado por historiadores russos no século XIX para descrever o período em que Kiev era o centro do poder. Em seu auge, no século XI, o território da Rus' de Kiev se estendia do Mar Branco, no norte, ao Mar Negro, no sul, e do rio Vístula, no oeste, à Península de Taman, no leste, unificando diversas tribos eslavas orientais.
De acordo com a Crônica de Nestor, o primeiro governante a unir as terras eslavas orientais, formando o que se tornaria a Rússia de Kiev, foi Olegue, o Sábio (r. 879–912). Ele expandiu seu controle a partir de Novgorod, avançando ao longo do vale do rio Dnieper para proteger as rotas comerciais de incursões dos cazares vindos do leste, e assumiu o controle de Kiev. Esvetoslau I (r. 943–972) liderou a primeira grande expansão territorial do estado, travando guerras de conquista contra os khazares. Vladimir I de Kiev (r. 980–1015), introduziu o cristianismo no reino com seu próprio batismo e, por decreto, ordenou sua adoção por todos os habitantes de Kiev e arredores. Sob o reinado de Jaroslau I, o Sábio (r. 1019–1054), a Rússia de Kiev atingiu sua maior extensão territorial. Seus filhos compilaram e publicaram o primeiro código legal escrito do estado, conhecido como Russkaya Pravda, logo após sua morte.
O declínio da Rússia de Kiev começou no final do século XI e se intensificou ao longo do século XII, quando o estado gradualmente se fragmentou em diversos poderes regionais rivais. Fatores externos também contribuíram para sua fraqueza, como o declínio do Império Bizantino, seu principal parceiro comercial, e a consequente redução das rotas comerciais que atravessavam seu território. O golpe final veio com a invasão mongol em meados do século XIII. No entanto, a dinastia Rurique continuou a governar até a morte de Teodoro I da Rússia, em 1598. 
As nações modernas de Belarus, Rússia e Ucrânia reivindicam a Rússia de Kiev como sua herança cultural. Belarus e Rússia derivam seus nomes da Rus', enquanto o nome "Rússia de Kiev" faz referência à cidade de Kiev, que hoje é a capital da Ucrânia.

## Nome
Durante sua existência, a Rússia de Kiev era conhecida como "terra dos Rus'" (em eslavo oriental antigo: ро́усьскаѧ землѧ́, romanizado como rusĭskaę zemlę, a partir do etnônimo Роусь, Rusĭ; em grego medieval: Ῥῶς, Rhos; em árabe: الروس, ar-Rūs). Em grego, era chamada de Ῥωσία, Rhosia; em francês antigo, de Russie ou Rossie; em latim, de Rusia ou Russia (com variações locais em alemão, como Ruscia e Ruzzia). A partir do século XII, também passou a ser referida como Rutênia ou Rutenia.
Diversas teorias etimológicas foram propostas para a origem do nome "Rus'". Entre elas, uma sugere que ele deriva de Ruotsi, o termo finlandês para designar a Suécia, ou de Ros, uma tribo da região do vale médio do rio Dnieper.
De acordo com a teoria mais aceita, o nome "Rus'", assim como o termo proto-fínico para Suécia (rootsi), vem de um termo nórdico antigo que significa "homens que remam" (rods-), já que remar era o principal método de navegação pelos rios do leste europeu. Esse termo pode estar relacionado à região costeira sueca de Roslagen (também chamada de Rus-law ou Roden). Assim, o nome "Rus" teria a mesma origem que os nomes dados à Suécia em finlandês (Ruotsi) e em estoniano (Rootsi).
Quando os príncipes varegues chegaram, o nome "Rus'" foi associado a eles e passou a ser vinculado aos territórios sob seu controle. Inicialmente, as cidades de Kiev, Chernigov e Pereyaslavl, juntamente com seus arredores, ficaram sob domínio varegue. A partir do final do século X, Vladimir, o Grande, e Yaroslav, o Sábio, buscaram associar o nome "Rus'" a todos os territórios sob o controle dos príncipes. Essas duas interpretações do termo coexistiram nas fontes até a conquista mongol: uma mais restrita, referindo-se ao território triangular a leste do médio rio Dnieper, e outra mais ampla, abrangendo todas as terras sob a hegemonia dos grandes príncipes de Kiev.
O termo russo "Kiyevskaya Rus'" (Русский: Ки́евская Русь) foi criado no século XIX pela historiografia russa para designar o período em que Kiev era o centro político. No mesmo século, o termo também surgiu em ucraniano como "Kyivska Rus'" (Українська: Ки́ївська Русь). Posteriormente, a expressão foi traduzida para o bielorrusso como "Kiyewskaya Rus'" ou "Kijeŭskaja Ruś" (Беларуская: Кіеўская Русь) e para o rusino como "Kyïvska Rus'" (Русиньска: Київска Русь).
Em inglês, o termo foi introduzido no início do século XX, aparecendo na tradução de 1913 da obra A History of Russia, de Vasily Klyuchevsky. A expressão foi usada para distinguir essa primeira entidade política dos estados sucessores que também utilizavam o nome "Rus'". Os varegues "Rus'" da Escandinávia usavam o termo nórdico antigo Garðaríki, que, segundo uma interpretação comum, significa "terra das cidades".

## História
O primeiro líder a começar a conquistar as terras eslavas do leste no que se tornou conhecido como Rússia de Kiev foi Olegue (r. 882–912). Quando se tornou Grão-Duque de Kiev, assegurou o controle de Kiev sobre a rota comercial entre os varegues e os gregos e começou a cobrar tributos às várias tribos conquistadas do norte. Esvetoslau I (r. 945–972) conseguiu a primeira grande expansão do controle territorial, lutando uma guerra de conquista contra os cazares. Vladimir I (r. 980–1015) introduziu o cristianismo com seu próprio batismo e, por decreto, estendeu-o a todos os habitantes de Kiev e além. A Rússia de Kiev alcançou sua maior extensão sob Jaroslau I, o Sábio (r. 1019–1054); seus filhos reuniram e emitiram seu primeiro código legal escrito, pouco depois de sua morte.
O Estado declinou no final do século XI e durante o século XII se desintegrou em vários principados rivais. Kiev, que havia perdido sua influência sobre os territórios do norte, ainda era formalmente o principal centro para eles, e os territórios das polanos e seu centro, Kiev, que agora eram chamados de Rus ou de Rússia, permaneceram a herança comum do de Kiev príncipes do norte , que competiam entre si por eles. Foi ainda mais enfraquecido por fatores econômicos, como o colapso dos laços comerciais com o Império Bizantino devido ao declínio de Constantinopla e a diminuição de rotas comerciais que o acompanhavam por seu território. Finalmente caiu à invasão mongol da década de 1240.
Após o seu declínio devido aos mongóis, a Rus de Kiev foi anexada ao Principado da Lituânia, que herdou a língua, as leis e as tradições da Rus de Kiev.